# Kununurra
Kununurra (5 485 habitants) est une ville du grand nord de l'Australie-Occidentale située à l'est de la région de Kimberley près de la frontière avec le Territoire du Nord. C'est la plus grande ville au nord de Broome en Australie-Occidentale.

## Histoire
Le nom de Kununurra vient de la langue Miriwoong et signifie « la rencontre des grandes eaux ». Le lac Argyle, le plus grand lac artificiel d'Australie, avec ses 100 km2, est à 72 km de la ville. La ville est relativement récente et n'a été reconnue qu'à la fin des années 1950 lorsque fut lancé le plan d'irrigation de la Ord River.
Le plan prévoyait de construire un barrage sur la "Ord River" et d'installer une retenue 50 km plus bas de sorte que les eaux puissent être utilisées pour irriguer 750 km2 de terre. En 1966, il y avait 31 propriétés sur les plaines irriguées. En 1972, la deuxième étape du plan était achevée avec la mise en service du barrage du lac Argyle.
La ville possède un arboretum : le 'Celebrity Tree Park' où beaucoup d'arbres ont été plantés par des célébrités australiennes comme Rolf Harris et Baz Luhrmann, qui a tourné son Australia dans la ville et aux alentours.

## Démographie
En 2016, 22,9 % de la population de Kununurra est aborigène.
76,4 % de la population déclare ne parler que l'anglais à la maison, alors que 2,2 % de la population déclare parler le miriwoong, 0,8 % l'allemand, 0,8 % le mandarin, 0,5 % le tagalog et 0,5 % le français.

## Transports

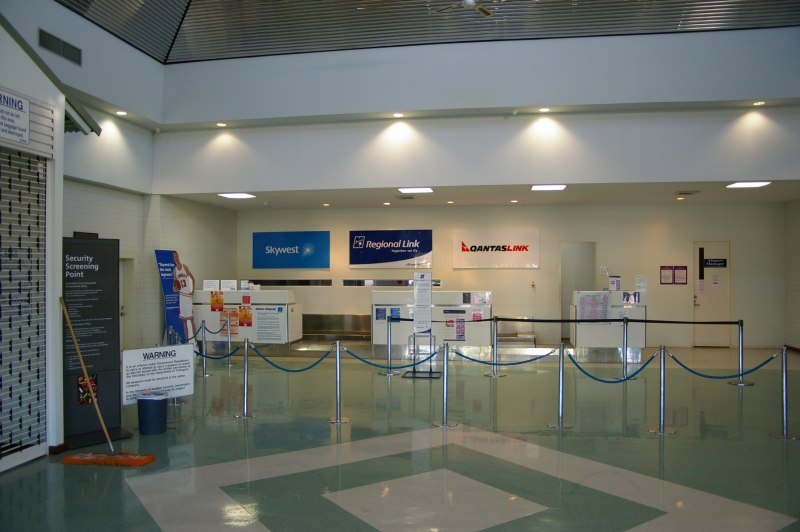
Intérieur de l'aérogare de Kununurra

L’aéroport (code AITA : KNX, code OACI : YPKU) dessert Perth et Darwin.